# Friedrich Römer (Offizier)
Aloys Friedrich „Fritz“ Römer (* 4. Juni 1895 in Elberfeld; † 21. Juni 1970 in Köln) war ein deutscher Offizier der Luftwaffe der Wehrmacht, zuletzt Generalmajor.

## Leben
Zu Beginn des Zweiten Weltkriegs wurde Friedrich Römer Kommandeur des Flak-Regiments 201 im II. Flak-Korps, welches er im Juni 1940 an Oberst Adolf Pirmann abgab. In der Folge diente er als Nachfolger von Richard Reimann als Kommandeur des Flak-Regiments 8. Von November 1942 bis Ende April 1943 war er Kommandeur der 15. Flak-Brigade.
Anschließend übernahm er das Kommando der 22. Flak-Division, die er bis Kriegsende führte. Am 1. Oktober 1943 erfolgte die Beförderung zum Generalmajor. Im April 1945 gehörte er mit seiner Division zu den bei der Heeresgruppe B stehenden Einheiten, welche im Ruhrkessel eingeschlossen wurden. Kurz vor Kriegsende geriet er in amerikanische Kriegsgefangenschaft, aus der er 1947 entlassen wurde.
In den 1950er Jahren wurde er Geschäftsführer der Fachabteilung Rundfunk und Fernsehen im Zentralverband der elektrotechnischen Industrie e. V.
Seit 1923 war Römer mit Katherina geb. Schaffranek verheiratet. 1970 starb er wenige Tage nach seinem 75. Geburtstag in einem Kölner Krankenhaus.